# Murat Dağı
Murat Dağı är ett bergmassiv i provinserna Kütahya och Ușak i västra Turkiet. Dess högsta topp når 2309 meter över havet. Berget är bevuxet med tät skog och nära toppen finns ett utflyktsområde skapat kring en varm källa med bad (hamam).  Från bergsmassivet rinner floderna Gediz som rinner ut i Egeiska havet och Porsuk som är en biflod till Sakarya som rinner ut i Svarta havet.